# Херцог, Фред
Фред Херцог (нем. Fred Herzog; 21 сентября 1930, Штутгарт — 9 сентября 2019) — канадский фотограф. Работал в качестве профессионального медицинского фотографа в Университете Британской Колумбии, стал известен благодаря своим фотографиям повседневной жизни канадского города Ванкувера.

## Биография
Херцог родился и вырос в Штутгарте, Германия. После смерти своих родителей, в 1952 году эмигрировал в Канаду, где, после недолгого пребывания в Торонто и Монреале, в 1953 году поселился в Ванкувере.
Ещё будучи ребёнком, Херцог время от времени фотографировал, однако, только переехав в Канаду, стал заниматься фотографией профессионально.
В качестве фотографа Херцог концентрирует своё внимание на сценах повседневной уличной жизни, на «простых» людях.
В 50-е годы цветная фотография ещё не имела широкого распространения, и Херцог, уже тогда снимавший на цветную пленку, считается одним из пионеров цветной фотографии.